# 산업방송 채널i
산업방송 채널i(產業廣播頻道i, 영어: Industry Broadcasting Channeli)은 대한민국의 유일한 산업 분야 전문 방송채널사용사업자(PP)이다.

## 인력 현황

### 방송총괄
- 최진수 방송본부장

### 현직 기자
- 이창수 기자
- 백가혜 기자
- 김수빈 기자
- 이지원 기자

### 산업뉴스in 앵커
- 이창수 앵커

## 프로그램
- 산업뉴스in
- 심층이슈 더팩트
- 만기누설
- 인더스토리
- 히든챔피언
- 백전무패
- 산업 전문 정보
- 채널i 산업뉴스
- 채널i 산업뉴스in
- 정한용·이성미의 '쉘 위 토크'
- 창조토론 산업을 말하다
- 심층이슈 '더 팩트'
- 산업실록
- 기술인류 끝없는 진화
- 현장탐사Q
- 트루맨 SHOW
- 청바지

## 같이 보기
- 한국산업기술문화재단